# Осіни (Слупецький повіт)
Осіни (пол. Osiny) — село в Польщі, у гміні Заґурув Слупецького повіту Великопольського воєводства.
Населення — 134 особи (2011).
У 1975-1998 роках село належало до Конінського воєводства.

## Демографія
Демографічна структура станом на 31 березня 2011 року:
|          | Загалом | Допрацездатний вік | Працездатний вік | Постпрацездатний вік |
| -------- | ------- | ------------------ | ---------------- | -------------------- |
| Чоловіки | 66      | 17                 | 40               | 9                    |
| Жінки    | 68      | 14                 | 38               | 16                   |
| Разом    | 134     | 31                 | 78               | 25                   |